# Svinaře
Obec Svinaře se nachází v okrese Beroun, kraj Středočeský, asi 13 km jihovýchodně od Berouna. Žije zde 975 obyvatel.

## Historie
První písemná zmínka o obci pochází z roku 1088.

### Územněsprávní začlenění
Dějiny územněsprávního začleňování zahrnují období od roku 1850 do současnosti. V chronologickém přehledu je uvedena územně administrativní příslušnost obce v roce, kdy ke změně došlo:
- 1850 země česká, kraj Praha, politický okres Smíchov, soudní okres Beroun[4]
- 1855 země česká, kraj Praha, soudní okres Beroun
- 1868 země česká, politický okres Hořovice, soudní okres Beroun
- 1936 země česká, politický i soudní okres Beroun[5]
- 1939 země česká, Oberlandrat Kolín, politický i soudní okres Beroun[6]
- 1942 země česká, Oberlandrat Praha, politický i soudní okres Beroun[7]
- 1945 země česká, správní i soudní okres Beroun[8]
- 1949 Pražský kraj, okres Beroun[9]
- 1960 Středočeský kraj, okres Beroun
- 2003 Středočeský kraj, okres Beroun, obec s rozšířenou působností Beroun

### Rok 1932
Ve vsi Svinaře (přísl. Halouny, Hodyně, Lhotka, 933 obyvatel, poštovní úřad) byly v roce 1932 evidovány tyto živnosti a obchody: cihelna, 5 hostinců, 2 koláři, 2 kováři, 4 krejčí, lihovar, malíř, mlýn, 5 obuvníků, obchod s lahvovým pivem, 11 rolníků, řezník, 5 obchodů se smíšeným zbožím, Spořitelní a záložní spolek pro Svinaře, 3 trafiky, 2 truhláři, velkostatek Kahler.

## Ćásti obce
Obec Svinaře se skládá ze tří částí v katastrálním území Svinaře:
- Halouny
- Lhotka
- Svinaře

V letech 1850–1949 k obci patřila i Hodyně.

## Pamětihodnosti

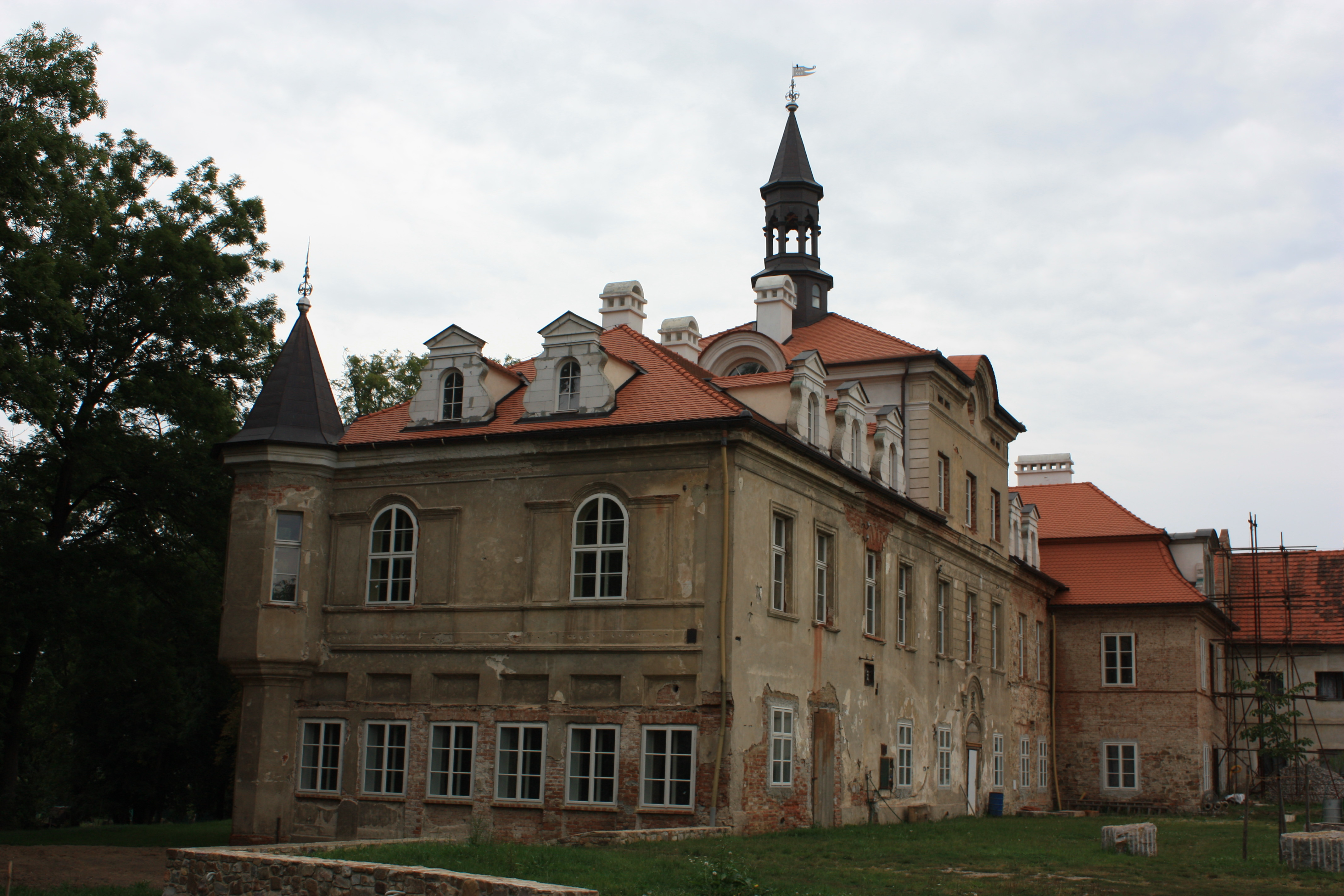
Zámek Svinaře

- Zámek Svinaře

## Doprava
Dopravní síť
- Pozemní komunikace – Obcí prochází silnice II/115 Jince - Hostomice - Svinaře - Řevnice - Dobřichovice.
- Železnice – Železniční trať ani stanice na území obce nejsou. Ve vzdálenosti 3 km je železniční stanice Liteň na trati 172 Zadní Třebaň - Lochovice.

Veřejná doprava
- Autobusová doprava – Z obce vedly autobusové linky např. do těchto cílů: Beroun, Hořovice, Hostomice, Králův Dvůr, Praha, Řevnice, Strašice, Zadní Třebaň, Žebrák (dopravce PROBO BUS, a. s.).
- Od 13.12.2020 je obec integrována v PIDu a jezdí zde linka 632 v trase Řevnice - Hostomice (dopravce: Arriva Střední Čechy).